# Schodami w górę, schodami w dół (film)
Schodami w górę, schodami w dół – polski film z 1988 roku, zrealizowany według powieści Michała Choromańskiego pod tym samym tytułem.

## Fabuła
Sierpień 1939 roku. Karol, były student Akademii Sztuk Pięknych, porzuca uczelnię i przyjeżdża do Zakopanego. Ma nadzieję, że zostanie uczniem okrytego sławą Malarza. Jednak artysta nie chce uczynić go swoim uczniem. Wówczas Karol zamieszkuje w pensjonacie „Krywań” i zawiera znajomość z miejscową bohemą artystyczną.

## Obsada
- Jan Nowicki (Malarz)
- Maciej Robakiewicz (Karol)
- Anna Dymna (baronowa Sztygielowa)
- Krzysztof Bednarski (Fotek, reżyser przedstawienia)
- Maria Pakulnis (Agnieszka Lilipowska)
- Jan Peszek (Eustachy Lilipowski)
- Adrianna Biedrzyńska (Maryjka, narzeczona Karola)
- Krzysztof Gosztyła (doktor Łomnicki)
- Magdalena Wójcik (Lusia Drukowska)
- Henryk Bista (komisarz Bolesław Szmurło)
- Marek Barbasiewicz (hipnotyzer Ordęga)
- Julian Jabczyński (Drukowski, właściciel pensjonatu „Krywań”, ojciec Lusi)
- Małgorzata Niemen (modelka malarza)
- Jolanta Nowak (Viola)
- Anna Wittich (Basia)
- Józefa Majerczyk (Antoniowa)
- Józef Walczak-Wójtczak (góral Wawrytko)
- Marek Olko (muzyk)
- Lindi Watts (Jenny)
- Constance Pratt (Johny Walker)
- Maria Szajer (Starletka)
- Maria Górecka-Nowicka (zakonnica)
- Władysław Groblicki (organista akompaniujący Maryjce)
- Alfreda Kotowicz (romansopisarka)
- Maciej Słota (oficer)
- Wojciech Pastuszko (taternik)
- Beata Rybotycka (Joanna)
- Bogdan Kubasiewicz (generał)
- Edward Krupa (barman)
- Stanisław Nałęcz-Koczanowicz (pisarz)
- Jan Adamski (Silberman)
- Jakub Domalik (Jędruś)
- Jerzy Kajetan Frykowski (producent filmowy)

oraz: 
- Beale Street Band - zespół (w składzie: Andrzej Marchewka, Jerzy Bożyk, Andrzej Popiel, Kazimierz Adamski, Marek Rosner), Z
- Zespół im. Klimka Bachledy

## Nagrody i wyróżnienia
- 1988 - Jerzy Satanowski - nagroda za muzykę (Festiwal Polskich Filmów Fabularnych)
- 1988 - Jolanta Jackowska - nagroda za kostiumy (Festiwal Polskich Filmów Fabularnych)